# Dryops auriculatus
Dryops auriculatus é uma espécie de insetos coleópteros polífagos pertencente à família Dryopidae.
A autoridade científica da espécie é Geoffroy in Fourcroy, tendo sido descrita no ano de 1785.